# Santiago Pérez Sánchez
Santiago Pérez Sánchez (* 3. März 1942 in Turcia; † 2. Juli 1994 in Santa Elena de Uairén) war ein venezolanischer römisch-katholischer Geistlicher und Apostolischer Vikar von Caroní.

## Leben
Santiago Pérez Sánchez empfing am 18. Februar 1967 das Sakrament der Priesterweihe für das Apostolische Vikariat Caroní.
Am 28. Mai 1993 ernannte ihn Papst Johannes Paul II. zum Titularbischof von Castellum Medianum und zum Apostolischen Vikar von Caroní. Der Apostolische Nuntius in Venezuela, Erzbischof Oriano Quilici, spendete ihm am 17. September desselben Jahres die Bischofsweihe; Mitkonsekratoren waren der Apostolische Vikar von Tucupita, Felipe González González OFMCap, und der emeritierte Apostolische Vikar von Caroní, Mariano Gutiérrez Salazar OFMCap.